# Волков, Александр Павлович (полтавский губернатор)
Александр Па́влович Во́лков (1810—1886) — тайный советник, полтавский губернатор из дворянского рода Волковых.

## Биография
Родился 23 апреля (5 мая) 1810 года. Сын вологодского помещика Павла Платоновича Волкова и Авдотьи Васильевны, урождённой Межаковой. У него было 5 сестёр и два брата, один из которых, Николай, служил в чине генерал-лейтенанта олонецким губернатором. Сестра Мария вышла замуж за инженер-генерала П. А. Витовтова. Дед, Платон Павлович Волков, в 1792—1799 гг. был вологодским губернским предводителем дворянства. Александр Волков унаследовал от предков в Вологодской губернии два имения, в которых насчитывалось около 500 душ.
Окончил Императорский Царскосельский лицей с серебряной медалью в 1832 году. Поступил сверх штата на службу в Государственную канцелярию; 15 января 1835 года был пожалован в звание камер-юнкера.
Переведён в Департамент Морского министерства чиновником 7 класса для иностранной переписки и переводов — 2 марта 1838 года; произведён в коллежские асессоры 23 марта 1838 года; в надворные советники — 22 марта 1839 года; в коллежские советники — 16 апреля 1841 года.
Был назначен 13 января 1842 года начальником IV отделения канцелярии Морского министерства с определением в ведение его секретной части канцелярии; определён членом общего присутствия строительного комитета министерства 26 августа 1842 года; пожалован в статские советники 22 мая 1844 года. С 1846 года А. П. Волков — в звании камергера.
Был назначен 1 сентября 1853 года полтавским губернатором; с 7 сентября 1854 года состоял в чине действительного статского советника. Согласно прошению уволен от этой должности с назначением членом Совета министра внутренних дел и производством в тайные советники 1 января 1866 года.
Умер 15 (27) марта 1886 года.

## Награды
- орден Св. Станислава 1-й ст. (1856)
- орден Св. Анны 1-й ст. с императорской короной (1861)
- орден Св. Владимира 2-й ст. (1869)

## Семья
Женился 24 января 1836 года на Вере Алексеевне, дочери дворянина (коммерции советника) Алексея Ивановича Кусова. В браке родились два сына:
- Александр (1837—1894) — вице-губернатор Санкт-Петербурга; был женат на Софье Платоновне Энгельгардт (1839—после 1891);
- Павел (26.09.1840—?).